# 六四事件三十二週年
2021年為六四事件發生後的第32週年，全球不同地方舉辦悼念32年前被中国人民解放军殺害的死者纪念活动。多地政府以受2019冠状病毒病疫情影響為理由，對當地悼念活動作出限制。

## 中国大陆方面
按例，北京方面严格限制民众对此事件的一切讨论，加之恰逢中国共产党成立100週年前夕，知情者和活动家受到当局严密监视或强制“休假”。
32周年前夕，外交部重申中華人民共和国对1989年“政治风波”的镇压正确；天安门母亲运动（自1989年起，已有62名成员逝世）谴责中国大陆年轻人“在所谓‘繁荣与欢乐’和强迫美化政府的错觉中成长（且）不知或拒绝承认1989年6月4日在该国首都发生的事情”。
小红书在6月4日当天在新浪微博发帖提问“大声告诉我，今天是几月几日”遭到封禁。米哈遊的原神於六四紀念日來臨前將遊戲中的「改名」及「修改簽名檔」功能關閉。
中国大陆纪录片《敢教日月换新天》重申六四事件是“国内外一些敌对势力利用人民的不满制造破坏（分裂）”所致。并声明“党依靠人民”平息动乱。

## 環球悼念活動

### 台灣
華人民主書院於5至6月期間主辦「中國六四屠殺32周年」系列活動，主辦方強調要提醒世人牢記中華人民共和國政府侵犯人權、禍延全球的真相，並為人權寒冬下的人權受害者發聲。該書院於臺灣數個城市舉辦了多場座談會，由曾參與八九民運的學者吳仁華作主講，探討台灣與六四事件的關係。
因應2019冠狀病毒病疫情嚴峻，5月下旬起，相關座談會改以網上直播形式舉行。
華人民主書院宣佈將於6月4日在臺北市自由廣場舉辦「人權照亮民主 同行抵抗極權」晚會，悼念六四事件發生已32年。

### 香港

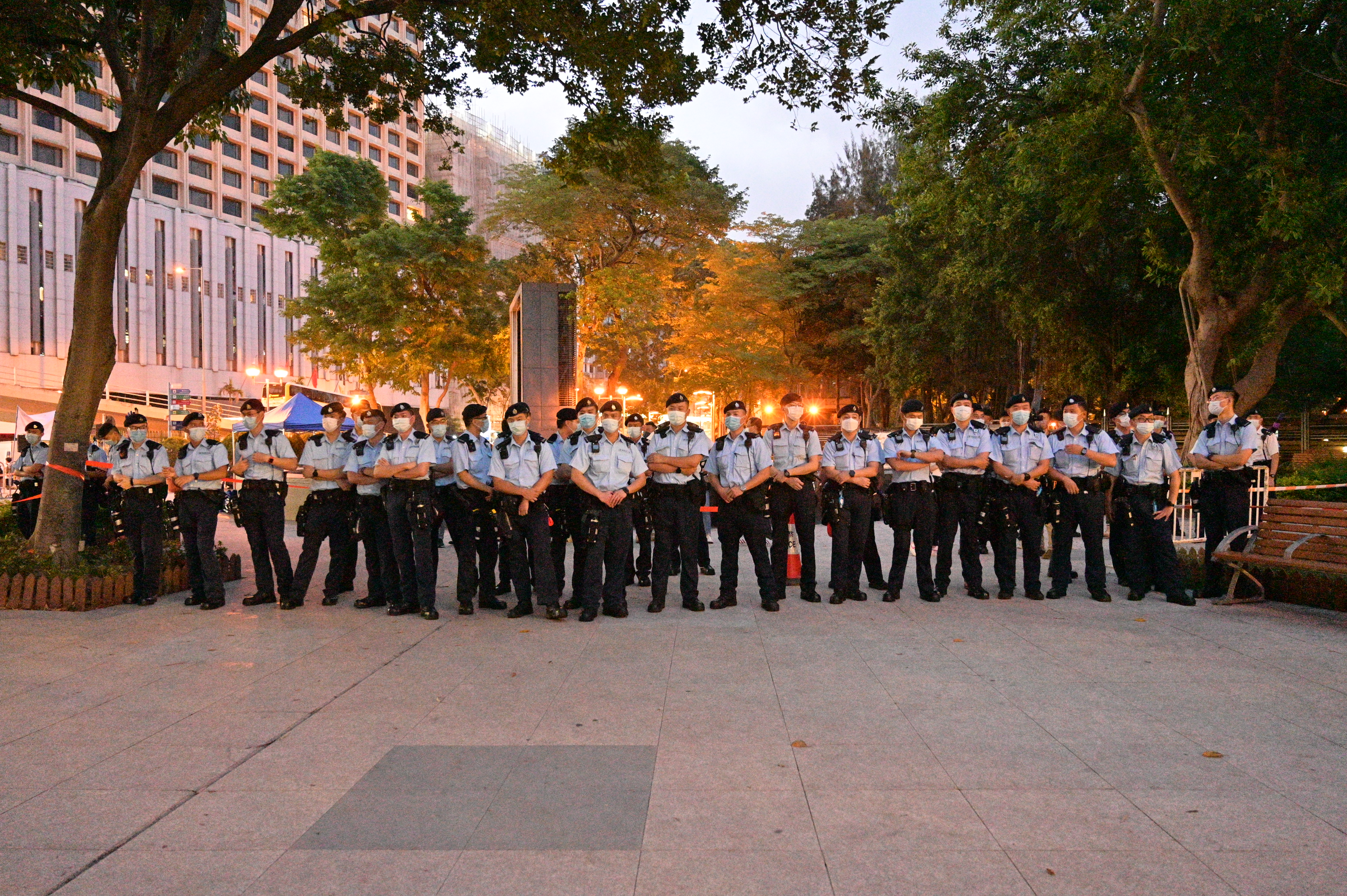
香港维多利亚公园外的警方警戒线

2021年6月將會是港區國安法實施後的第一個「六四」。儘管面對悼念活動會被香港警察以2019冠狀病毒病疫情或《港區國安法》已實施為由而禁止之風險，支聯會於4月下旬表示將繼續申請舉辦相關活動，包括5月16日的「六四32週年長跑」、5月30日的「六四32週年遊行」及6月4日的「六四32週年燭光晚會」。

#### 2020年六四集會非法集結案部份被告判刑
2020年，因參與六四31運年集會被控非法集結，該案其中4名被告黃之鋒、岑敖暉、袁嘉蔚及梁凱晴，早前均承認一項明知而參與未經批准集結罪，案件於2021年5月6日早上在區域法院判刑。法官陳廣池判黃之鋒入獄10個月、岑敖暉入獄6個月、袁嘉蔚及梁凱晴均判入獄4個月。

#### 支聯會母親節街站
5月9日，支聯會適逢母親節之際，派出成員於旺角擺放街站以收集市民簽名以加入六四悼念冊。支聯會亦派發蠟燭，呼籲市民毋忘悼念六四。街站運作期間，有警員巡查街站。然而，參與擺街站的支聯會成員繼續高呼該會的五大綱領，包括釋放民運人士、停止政治檢控、釋放所有政治犯等。

### 澳門
2021年5月上旬，市政署以場地已安排其他團體/機構進行活動為由，否決澳門民主發展聯委會申請9個場地及8個後備場地舉辦八九民運圖片資料展覽。
2021年5月，澳門警察連續第二年以2019冠狀病毒病疫情為由禁止澳門民主發展聯委會舉行六四燭光集會。澳門警方首度指出六四集會中「追究屠城責任」、「結束一黨專政」等口號涉及煽動顛覆政權及推翻憲制，而「屠城」、「逼害」、「中共政權禍國殃民」、「中共白色恐怖政治」等字眼是作出有悖事實真相的虛假宣傳，與中華人民共和國政府就六四事件的定性對立，損害中央信譽、威信及公信力，涉觸犯《刑法典》中的「侵犯行使公共當局權力之法人罪」及「公開及詆譭罪」。
2021年6月3日，澳門終審法院駁回民聯會就六四燭光集會被禁的上訴。民聯會決定連續第二年在室內進行六四燭光集會。集會不開放現場，改為在網上直播。

### 日本
六月，有在日華人於大阪府與東京都舉行汽車巡遊悼念六四事件。因應2019冠狀病毒病日本疫情下，今年六四期間到日本的中國大陸遊客極少，是年的汽車巡遊縮減規模，巡遊的車隊規模從以往十幾輛縮減為一輛。

### 英國
2021年6月4日，倫敦和曼徹斯特有集會悼念六四事件。其中在倫敦，數百人分別到倫敦萊斯特廣場及中華人民共和國駐英國大使館外悼念六四事件，出值者包括流亡港人羅冠聰、鄭文傑、劉祖廸、民運人士王超華及香港監察發起人貝內迪克特·羅傑斯。曼徹斯特的集會亦有數百人出席。

### 德國
2021年6月4日，香港人在德國協會在六個德國城市舉辦集會悼念六四事件。

### 美國
2021年5月至6月，美國多個城巿如三藩市、紐約、華盛頓及洛杉磯都有紀念六四事件的活動。
2021年6月4日，近300人在加州自由雕塑公園集會紀念六四事件三十二週年，並參與「中共病毒」雕像竣工儀式及「共產主義受難者紀念館」奠基儀式。